# Auerbach (Landkreis Deggendorf)
Auerbach ist eine Gemeinde im niederbayerischen Landkreis Deggendorf.

## Geografie

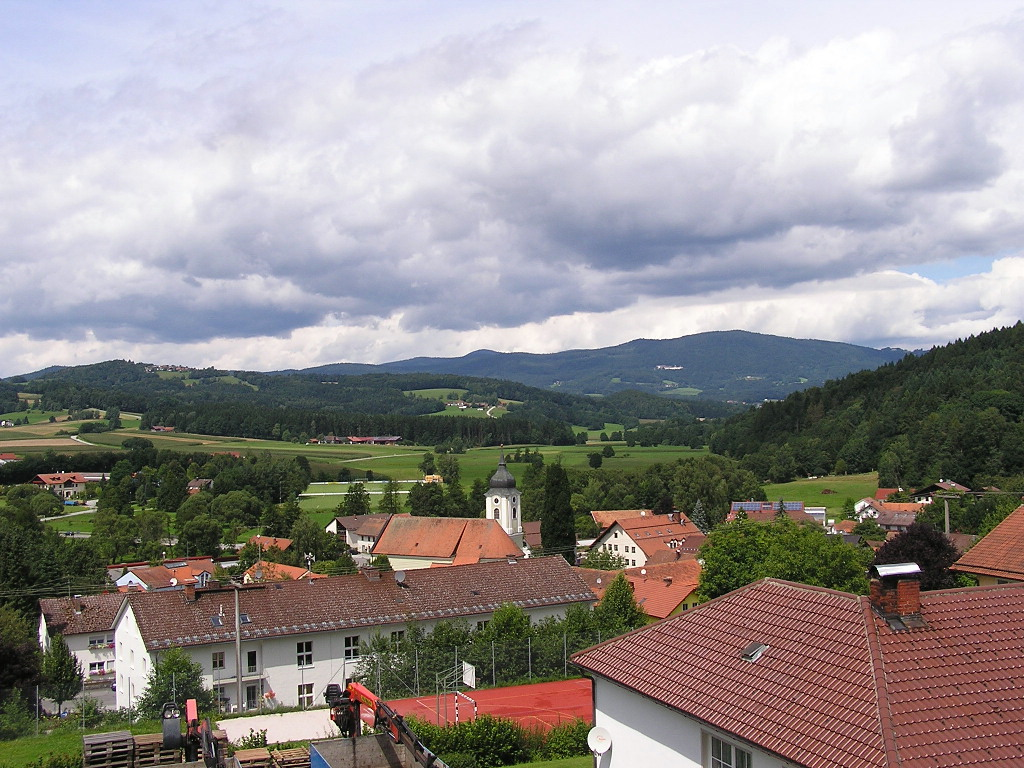
Blick über Auerbach

### Lage
Auerbach liegt im südwestlichen Bayerischen Wald in der Region Donau-Wald. Das Gemeindegebiet umfasst 24 Quadratkilometer auf 307 bis 542 m ü. NHN.

### Gemeindegliederung
Die Gemeinde hat 45 Gemeindeteile:
- Alperting
- Auerbach
- Berging
- Birkenöd
- Brand
- Dicket
- Diederting
- Diepoltstetten
- Einöd
- Engolling
- Ernsting
- Gödert
- Grubhof
- Hinterherberg
- Hinterreit
- Hitting
- Hötzelsberg
- Hundsberg
- Kaltenbrunn
- Kohlhaus
- Loh
- Lukasöd
- Mapferding
- Oberauerbach
- Obernbach
- Obersteingrub
- Obersteinhausen
- Prechhausen
- Reiperding
- Rothmühle
- Schachten
- Schattenberg
- Schleifmühle
- Schweinbach
- Steining
- Unternbach
- Untersteingrub
- Untersteinhausen
- Utting
- Vorderherberg
- Vorderreit
- Wainding
- Zierberg
- Zierbergau
- Zolling

Es gibt die Gemarkungen Auerbach, Engolling und Urlading.

## Geschichte

### Bis zur Gemeindegründung
Auerbach wurde 788 erstmals erwähnt und gilt als die erste Tochter des Benediktinerklosters Niederaltaich. Der Name Auerbach (alter Name: Urbach) stammt von dem gleichnamigen, unscheinbaren Bächlein, das westlich von Auerbach entspringt und durch Oberauerbach der Hengersberger Ohe zufließt.
Die Geschichte des Gemeindegebietes ist eindeutig von der Grundherrschaft des benachbarten Klosters Niederaltaich geprägt. Schon in der 2. Hälfte des 8. Jahrhunderts rodeten Mönche aus Niederaltaich den „Urwald“, legten am Urpah, dem Bach, an dem die Auerochsen weiden, zwei Höfe an und erbauten eine Kapelle. Die erste Siedlung namens „Cella Urpah“ war somit begründet.
Die Siedlung entwickelte sich und wurde 1148 von Papst Eugen III. dem Kloster bestätigt, 1406 wurde die Gesamtpfarrei (einschließlich Lalling) dem Kloster übertragen.
Anfang des 18. Jahrhunderts ließ Abt Joscio Hamberger das Gotteshaus dem Hl. Pankratius und der Hl. Margarete erbauen und reich ausstatten.

### Eingemeindungen
Das heutige Gemeindegebiet entstand durch einen freiwilligen Zusammenschluss der früheren Gemeinden Auerbach, Engolling und eines Teils von Urlading. Ab 1972 fand die Gebietsreform statt. Auerbach hatte zu diesem Zeitpunkt 672 Einwohner und eine Fläche von 1012 ha, Engolling 682 Einwohner und eine Fläche von 682 ha und aus Urlading kamen 180 Einwohner und 668 ha Fläche dazu.

### Einwohnerentwicklung
Im Zeitraum 1988 bis 2018 wuchs die Gemeinde von 1845 auf 2106 um 261 Einwohner bzw. um 14,2 %.
| Jahr | Einwohner |
| ---- | --------- |
| 1961 | 1475      |
| 1970 | 1530      |
| 1987 | 1783      |
| 1991 | 1981      |
| 1995 | 2071      |
| 2000 | 2141      |
| 2005 | 2138      |
| 2010 | 2157      |
| 2015 | 2111      |
| 2019 | 2118      |

| Gemeindeteil    | Einwohnerzahl |
| --------------- | ------------- |
| Engolling       | 440           |
| Oberauerbach    | 406           |
| Loh             | 373           |
| Auerbach        | 300           |
| Mapferding      | 70            |
| Obersteinhausen | 63            |
| Kaltenbrunn     | 61            |

## Politik

### Bürgermeister
Erster Bürgermeister ist seit Mai 2020 Gerhard Weber (SPD). Bei den Kommunalwahlen am 15. März 2020 wurde er im ersten Wahlgang mit 67,41 Prozent gewählt, nachdem Gerhard Strasser nicht mehr antrat.
Bürgermeister bis 2020 war Gerhard Strasser (FW/UWG). Er wurde im Mai 2002 Nachfolger von Franz Fürst (Unparteiliche Wählergemeinschaft).

### Gemeinderat
Die Kommunalwahlen von 2020 und 2014 ergaben folgende Sitzverteilung (in Klammern das Wahlergebnis in Prozent):
|      | SPD/UWG    | FWG        | CSU        | Gesamt |
| 2020 | 5 (35,4 %) | 5 (34,5 %) | 4 (30,1 %) | 14     |
| 2014 | 3          | 3          | 6          | 12     |

### Wappen
| Wappen der Gemeinde Auerbach | Blasonierung: „In Gold über grünem Dreiberg ein schwebender roter Drache, der in den Klauen ein rotes Schwert hält.“ |
| Wappen der Gemeinde Auerbach | Das Wappen wird seit 1983 geführt.                                                                                   |

## Wirtschaft und Infrastruktur

### Wirtschaft einschließlich Land- und Forstwirtschaft
2017 gab es in der Gemeinde 375 sozialversicherungspflichtige Arbeitsplätze. Von der Wohnbevölkerung standen 941 Personen in einem versicherungspflichtigen Beschäftigungsverhältnis. Damit war die Zahl der Auspendler um 566 Personen größer als die der Einpendler. 26 Einwohner waren arbeitslos. 2016 gab es 58 landwirtschaftliche Betriebe.

### Bildung
Im Jahr 2018 gab es folgende Einrichtungen:
- Kinderkrippe
- Kindergarten
- Grundschule: Im Schuljahr 2017/2018 vier Klassen mit drei hauptamtlichen Lehrkräften und 80 Schülern.[9] Eine offene Ganztagesbetreuung wird angeboten.[10]